# トゲクリガニ
トゲクリガニ（棘栗蟹、Helmet crab）は、甲殻綱十脚目短尾下目クリガニ科クリガニ属に属するカニ。学名は「Telmessus acutidens」。海水生で、北海道西岸、津軽海峡、本州、瀬戸内海などに分布し、主な産地は北海道や青森県など。クリガニとよく似ている。旬は春である。主な食べ方としては、塩ゆでなどがある。
青森県ではお花見のシーズンに食される。

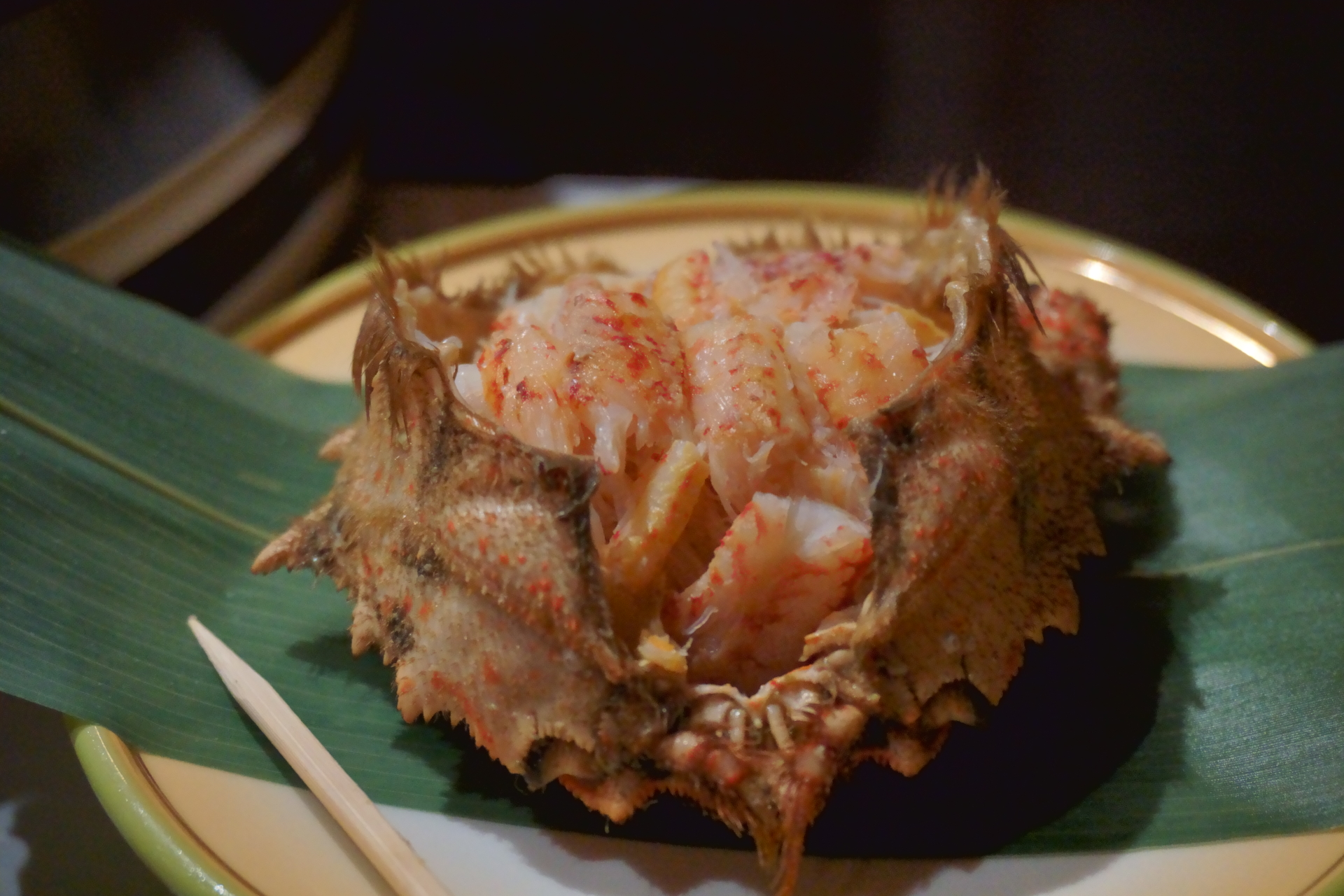
食材としてのトゲクリガニ。星野リゾート「界 津軽」にて